# Psychotria
Psychotria är ett släkte i familjen måreväxter. Arterna i släktet är låga träd som växer i tropiska skogar.